# Ischnoptera lestrelleta
Ischnoptera lestrelleta är en kackerlacksart som beskrevs av Roth, L. M. 200. Ischnoptera lestrelleta ingår i släktet Ischnoptera och familjen småkackerlackor.
Artens utbredningsområde är Dominikanska republiken. Inga underarter finns listade i Catalogue of Life.